# Grotte de Karampuang

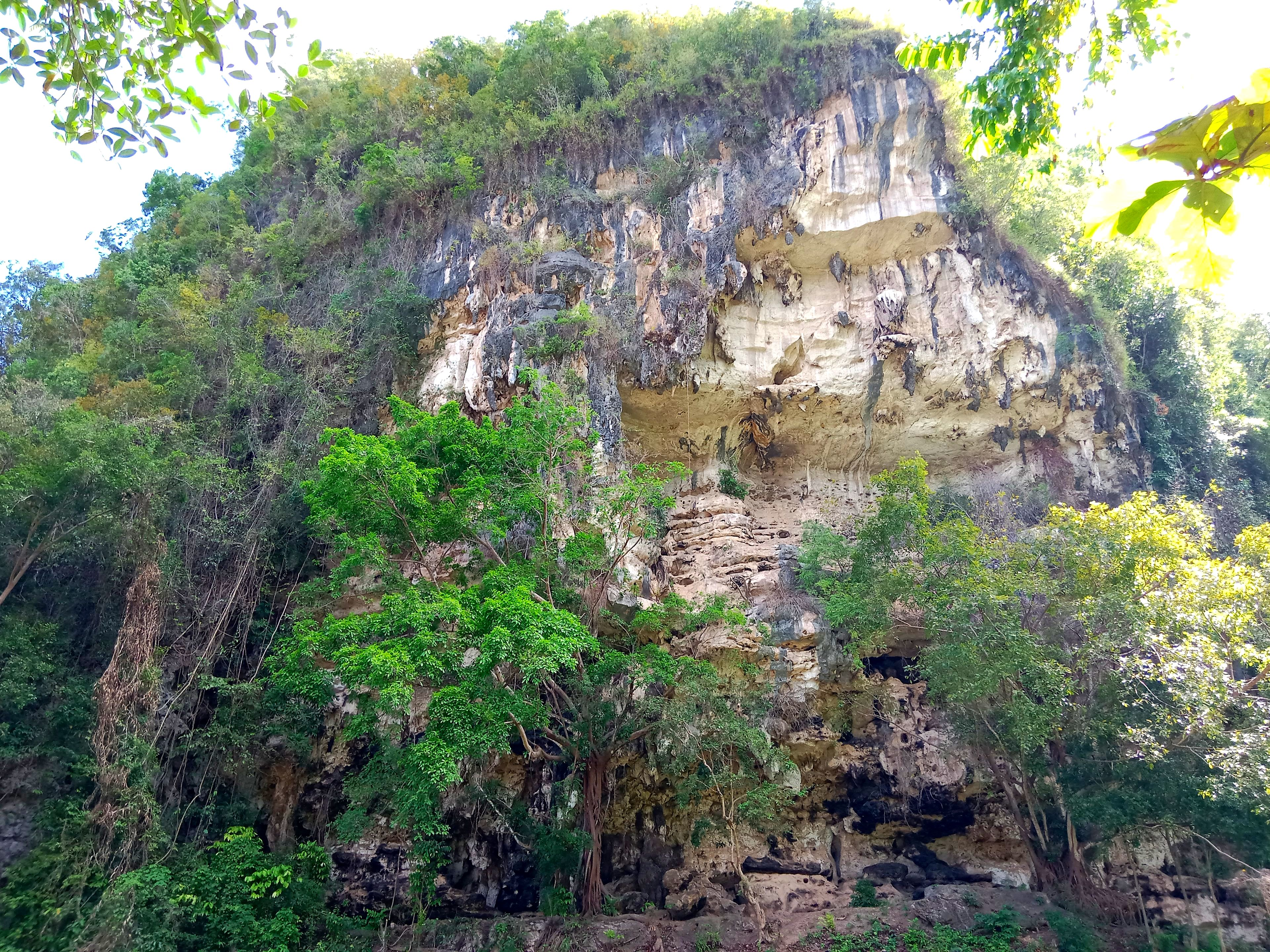
La colline de Karampuang, qui accueille la grotte de Karampuang

Leang Karampuang, également connu sous le nom de grotte de Karampuang, est un site archéologique préhistorique situé dans le parc national de Bantimurung-Bulusaraung, situé dans l'île de Sulawesi en Indonésie.

## Peintures rupestres
Le 3 juillet 2024, la revue Nature publie des résultats de recherche indiquant que les peintures rupestres situées dans la grotte qui représentent des figures anthropomorphes interagissant avec un cochon, ont environ 51 200 ans, ce qui en fait les plus anciennes peintures figuratives connues au monde,.